# Jørgen Lerdam
Jørgen Lerdam (født 1958 i Danmark) er en dansk animator og filminstruktør.

## Liv
Efter sin uddannelse startede Jørgen Lerdam i animationen hos Bent Barfod Film. Til sidst arbejdede han indenfor filmindustrien som chefanimator og instruktør. I 1988 blev han medgrundlægger af animationsfilmstudiet A. Film A/S. Siden da har han været ansvarlig for filmanimationen i dette firma, som har lavet flere internationalt succesfulde animationsfilm med hans medvirken.

## Filmografi

### Som instruktør
- 1996: Jungledyret Hugo 2 − den store filmhelt
- 2004−2005: Der var engang... (tv-serie i 29 afsnit)
- 2005: Peddersen & Findus 3 - Nissemaskinen
- 2007: Jungledyret Hugo: Fræk, flabet og fri
- 2010: Olsen-banden på de bonede gulve
- 2013: Olsen-banden på dybt vand
- 2017: Den utrolige historie om den kæmpestore pære

### Som instruktørassistent
- 1986: Valhalla